# Красносілля (Черкаський район)
Красносі́лля (до 1946 року — Мордва) — село у Черкаському районі Черкаської області, підпорядковане Чигиринській міській громаді. Населення — 372 чоловіка.
Село розташоване за 18 км від центру громади — міста Чигирин і за 40 км від залізничної станції Фундукліївка. Через село проходить автомобільний шлях Р10.
На північному заході сусідить з селом Погорільці, на сході з селом Тіньки, на півдні з селом Розсошинці і на заході з селом Новоселиця.

## Історія
Час заснування села припадає на період Визвольної війни під проводом Богдана Хмельницького. За переказами, великий князь Мордвин зупинився над Тясмином на відпочинок і згодом оселився тут, започаткувавши село Мордва. Згодом тут осіли втікачі із Полтавщини.
До кінця XIX століття славилося на виготовленні кобз.

Обеліск Слави

Село Мордва відстоїть від Чигирина в 13-ти верстах і утворилося на початку минулого XVIII століття з переселенців задніпрянських, а також сіл Погорільці, Розсошинці коли ліси по над Тясмином були винищені, а землі поступово зверталися в піщану пустелю. Жителів обох статей 749. Церква Успіння Пресвятої Богородиці побудована в 1739 році старанням прихожан села Погорільці. У 1831 році перенесена в село Мордву, в 1851 згоріла, в 1852 побудована невелика церква на цвинтарі, остаточно закінчена в 1864 році. По штатах вона зарахована до 5-го класу; землі мала 36 десятин. Давні Погорільці розташовані над річкою Тясмином, на піщаній рівнині, навпроти села Новоселиці в 3-х верстах від Мордви. Колишня Погорільська парафіяльна церква, як значиться у візиті за 1741 рік, була побудована в 1739 році. Прихожан під час згаданого візиту мала: 25 дворів в Погорільцях і 30 в Розсошинцях. Нині в Погорільцях жителів 506. Село Розсошинці, нині зараховано до Мордвянского приходу, розташовано на лівій стороні Тясмину, в 6-ти верстах від Мордви, навпаки Суботова. Жителів обох статей 840. У 1808 році вважалося 935 в 78 дворах. У Розсошинцях і Погорільцях варті уваги невеликі озера на піщаній рівнині, які жителями вважаються слідами Ірденя, що тече від містечка Білозір'я, під піском.
Клірові відомості, метричні книги, сповідні розписи церкви Успіння Пресвятої Богородиці с. Мордва Шабельницької волості Чигиринського пов. Київської губ. зберігаються в ЦДІАК України.
У 1937—1938 роках в селі прокотилася хвиля арештів. 22 особи було репресовано.
За мужність і відвагу, проявлену на фронтах Другої світової війни 70 мешканців села нагороджено орденами і медалями. На честь воїнів-визволителів у селі встановлено обеліск Слави.
Станом на 1972 рік в селі мешкало 725 чоловік, працювала 8-річна школа, бібліотека з книжковим фондом 10 533 примірника, будинок культури із залом на 400 місць, фельдшерсько-акушерський пункт, відділення зв'язку, ощадна каса, п'ять магазинів, пологовий будинок, колгоспний побутовий комбінат.
За радянської влади в селі працював колгосп імені Карла Маркса, що обробляв 2514 га в тому числі 2112 га орної. У 1976 році колгосп було приєднано до колгоспу «Україна» села Тіньки.
У 2000 році 485 власників земельних і майнових паїв вийшли зі СТОВ «Тіньки» і створили СТОВ «Красносільське».

## Населення

### Мова
Розподіл населення за рідною мовою за даними перепису 2001 року:
| Мова       | Відсоток |
| ---------- | -------- |
| українська | 95,3%    |
| російська  | 4,7%     |

## Публікації
- Солодар О. Розсошенці, Мордва [Красносілля], Погорільці: [Історія сіл] //Чигирин. вісті. — 1997. — 23 лип.